# Zdenko Ulepič
Zdenko Ulepič, slovenski generalpolkovnik letalstva, poveljnik jugoslovanskega letalstva 1946-1965 * 5. junij 1906, Ljubljana, † 8. marec 1988, Beograd. Nasledil je generalmajorja Franceta Pirca, poznan je kot komandat vojnega letalstva z najdaljšim stažom v jugoslovanski armadi.

## Življenje in delo
Po ljudski šoli in gimnaziji, ki jo je obiskoval v Kranju je študiral na vojni akademiji v Beogradu (1922–1924) in 1924 diplomiral s činom topniškega podporočnika. Od 1927 se je specializiral za letalstvo: končal izvidniško, pilotsko, bombardersko–strelsko šolo ter aplikativni tečaj v francoskem letalstvu. Leta 1928 je postal letalski poročnik. Pred 2. svetovno vojno je napredoval do letalskega majorja Vojske kraljevine Jugoslavije. V letih 1934–1938 je bil komandir bombarderske eskadrilje v Novem Sadu, od 1938–1941 pa komandant letalske izvidniške šole v Pančevu. Ob kapitulaciji Jugoslavije 1941 so Ulepiča v Sarajevu ujeli Nemci. Kot vojni ujetnik je bil v raznih nemških in italijanskih taboriščih, kjer se je povezal s skupino ki je pripadala OF in je zavrnila vsakršno sodelovanje z L. Rupnikom. Po kapitulaciji Italije 1943, ko so taborišče v Trevisu zavzeli Nemci, je s pomočjo italijanskega odporniškega gibanja 11. oktobra 1943 skupaj s še osmimi slovnskimi častniki zbežal in se pridružil partizanski brigadi v Brdih. Januarja 1944 je odšel v Vrhovni štab (VŠ) NOV in POJ, tu postal marca namestnik načelnika letalskega oddelka in napredoval v podpolkovnika. Po nemškem desantu na Drvar 25. maja je z VŠ odšel v Bari in odtod na Vis; julija sodeloval pri pripravi letališča v Črni gori, avgusta pa pri pogajanjih maršala Tita (o vojnem sodelovanju, evakuaciji ranjencev in materialni pomoči NOB) z zavezniškim poveljstvom v Caserti. Istega meseca je bil povišan v polkovnika. Ulepič je odpeljal iz Barija okrog 150 jugoslovanskih letalcev na šolanje v Sovjetsko zvezo ter ostal tam odgovoren za letalstvo v vojni misiji NOV Jugoslavije do februarja 1945. 
Po vrnitvi v Jugoslavijo je postal julija 1945 član KPJ, načelnik štaba grupe letalskih divizij s činom generalmajorja, od 5. avgusta 1945 postal načelnik štaba komande vojnega letalstva; po razrešitvi Franja Pirca (France Pirc) je bil od 1. oktobra 1946 do 1964/65?, ko ga je nasledil Viktor Bubanj, poveljnik Jugoslovanskega vojnega letalstva. Leta 1947 napredoval v generallajtnanta oz. generalpodpolkovnika, 1956 v generalpolkovnika; od 1962 do 1966, ko je bil upokojen, pa je bil pomočnik državnega sekretarja za ljudsko obrambo, odgovoren za letalstvo in protiletalsko obrambo. V letih 1967–1969 je bil član sveta narodne  obrambe, poverjeništva CK ZKJ za vojno letalstvo, kot delegat se udeležil V. (1948), VI. (1952), VII. (1958) in VIII. (1964) kongresa ZKJ.
Ulepič je avtor knjige Ratno vazduhoplovstvo u 2. svetskom ratu (Beograd, 1974; učbenik za študente Višje vojne akademije) ter številnih razprav in člankov o vojnem letalstvu v strokovnih listih.

## Odlikovanja in priznanja
- red vojne zastave
- red partizanske zvezde z zlatim vencem
- red zaslug za ljudstvo z zlato zvezdo
- red bratstva in enotnosti z zlatim vencem
- red ljudske armade z lovorovim vencem (dvakrat)
- red za vojaške zasluge z veliko zvezdo
- red za hrabrost
- zlati znak Jugoslovanskega vojnega letalstva
- številna tuja visoka odlikovanja, mdr.: bolgarsko, češkoslovaško, egiptovsko, grško, kamboško, sudansko in druga